# Malaika Berenth Mosendane
Malaika Berenth Mosendane (* 25. Januar 2000) ist eine dänische Schauspielerin.

## Leben und Karriere
Mosendane wurde am 25. Januar 2000 geboren. Ihre Mutter stammt aus Südafrika. Sie besuchte das Stenhus Gymnasium in Holbæk und später die Dänische Schule für Darstellende Künste in Odense. Ihren Durchbruch feierte sie 2022 mit der Hauptrolle als Emma in der Netflix-Serie Chosen. Anschließend war sie 2023 in dem Film Meter i sekundet zu sehen. Außerdem trat sie 2024 in Fuld af kærlighed auf. Im selben Kahr wurde sie für die Serie Kald mig far gecastet.
Neben ihrer Arbeit für Film und Fernsehen ist Mosendane auch im Theater aktiv. 2022 gewann sie mit dem Monologprojekt Til Ungdommen den Reumert-Preis.

## Filmografie
Filme
- 2023: Meter i sekundet
- 2024: Ripple
- 2024: Fuld af kærlighed

Serien
- 2018–2024: Sygeplejeskolen
- 2020–2025: Sommerdahl
- 2022: Chosen
- 2024: Kald mig far
- 2025: Slave af Danmark